# Matthias Looß
Matthias Looß (* 17. August 1975 in Marienberg) ist ein ehemaliger deutscher Nordischer Kombinierer. Der Olympiateilnehmer 1998 gewann im Sommer 1998 den Grand Prix.

## Werdegang
Looß, der am Stützpunkt Klingenthal unter anderem von Uwe Dotzauer trainiert wurde, feierte bereits im Jugendbereich vereinzelt Erfolge. So wurde er in der Saison 1992/93 deutscher Jugendmeister in Warmensteinach sowie Zweiter in der Gesamtwertung des Alpencups. Im Winter 1994/95 wurde er in Braunlage erneut deutscher Jugendmeister. Am 10. Dezember 1995 erreichte Looß als Dritter in Rovaniemi erstmals das Podest im zweitklassigen Intercontinental Cup. Ende November 1996 gewann er sein erstes B-Weltcup-Rennen in Bardufoss.
In der Saison 1996/97 gewann Looß seine ersten Weltcup-Punkte. Nachdem er zudem bei den deutschen Meisterschaften 1997 in Baiersbronn als Dritter hinter Jens Deimel und Ralf Adloff seine einzige nationale Medaille gewonnen hatte, wurde Looß in den Kader für die Nordischen Skiweltmeisterschaften 1997 berufen. Im Einzel nach der Gundersen-Methode belegte er den 42. Platz, gemeinsam mit Jens Gaiser, Georg Hettich und Jens Deimel wurde er darüber hinaus Sechster mit dem Team.
Bei den Olympischen Winterspielen 1998 in Nagano erreichte Looß Rang 32 im Einzel. Zudem belegte er zusammen mit Jens Deimel, Thorsten Schmitt und Ronny Ackermann den sechsten Platz mit dem Team. Seinen größten Erfolg feierte er im Sommer 1998, als er die beiden Grand-Prix-Wettbewerbe in Wernigerode und Klingenthal und damit Gesamtsieger wurde.
Nach dem Winter 2000/01 startete er nur noch bei den deutschen Meisterschaften 2001 in Oberhof, wo er als Vierter im Gundersen Einzel nochmals knapp eine Medaille verpasste. Im Anschluss beendete er seine Karriere.
Vereinzelt ist er als Sprungrichter bei Wettbewerben im Rahmen des Sächsischen Skiverbandes tätig. Darüber hinaus trat er unter anderem als Wettkampfleiter von Wettbewerben der Nordischen Kombination in Klingenthal in Erscheinung.

## Erfolge

### Grand-Prix-Siege im Einzel
| Nr. | Datum           | Ort         | Disziplin |
| --- | --------------- | ----------- | --------- |
| 1.  | 26. August 1998 | Wernigerode | Gundersen |
| 2.  | 28. August 1998 | Klingenthal | Gundersen |

### B-Weltcup-Siege im Einzel
| Nr. | Datum             | Ort                    | Disziplin |
| --- | ----------------- | ---------------------- | --------- |
| 1.  | 30. November 1996 | Bardufoss              | Gundersen |
| 2.  | 8. Januar 2000    | Garmisch-Partenkirchen | Gundersen |
| 3.  | 20. Januar 2001   | Klingenthal            | Gundersen |

### B-Weltcup-Siege im Team
| Nr. | Datum           | Ort         | Disziplin |
| --- | --------------- | ----------- | --------- |
| 1.  | 21. Januar 2001 | Klingenthal | Staffel   |

## Statistik

### Platzierungen bei Olympischen Winterspielen
| Jahr und Ort | Wettbewerb | Wettbewerb |
| Jahr und Ort | Gundersen  | Team       |
| ------------ | ---------- | ---------- |
| 1998 Nagano  | 32.        | 06.        |

### Platzierungen bei Weltmeisterschaften
| Jahr und Ort   | Wettbewerb | Wettbewerb |
| Jahr und Ort   | Gundersen  | Team       |
| -------------- | ---------- | ---------- |
| 1997 Trondheim | 42.        | 06.        |

### Weltcup-Platzierungen
| Saison  | Platz | Punkte |
| ------- | ----- | ------ |
| 1996/97 | 32.   | 238    |
| 1997/98 | 20.   | 456    |
| 1999/00 | 40.   | 262    |
| 2000/01 | 47.   | 170    |

### Grand-Prix-Platzierungen
| Saison | Platz | Punkte |
| ------ | ----- | ------ |
| 1998   | 01.   | 050    |
| 1999   | 13.   | 119    |
| 2000   | 08.   | 247    |

### B-Weltcup-Platzierungen
| Saison  | Platz | Punkte |
| ------- | ----- | ------ |
| 1994/95 | 24.   | 048    |
| 1995/96 | 08.   | 108    |
| 1998/99 | 21.   | 102    |

### Platzierungen bei Deutschen Meisterschaften
| Jahr | Einzel | Sprint | Team |
| ---- | ------ | ------ | ---- |
| 1994 | –      |        | 05.  |
| 1995 | 16.    |        | –    |
| 1996 | 20.    |        | 06.  |
| 1997 | 03.    |        | –    |
| 2000 | 07.    | 09.    |      |
| 2001 | 04.    | 10.    |      |